# Rolf Nolden (Bildhauer)
Rolf Nolden (* 1954 in Krefeld) ist ein deutscher konkret-konstruktivistischer Bildhauer. Er lebt und arbeitet in Münster. In vielen musealen Einzel- und Gruppenausstellungen vorgestellt, sind seine Werke sowohl in zahlreichen Publikationen dokumentiert als auch vielerorts im öffentlichen Raum dauerhaft präsentiert.

## Multidimensionalität als pluralistisches Prinzip
Sein Œuvre umfasst mehrteilige raumgreifende Skulpturen, vorwiegend aus gebrannten und verschweißten oder ineinandergesteckten oder nur ausgelegten flächigen Stählen aber auch konzeptbedingt aus segmentierten Stahlröhren und gestapelten Glasplatten. Dazu zeichnet er wandfüllende Tableaus aus dichten Parallelstrukturen mit Graphit- und Farbstiften. Seine Arbeiten bestehen aus geometrisch imaginären Flächenkonstellationen, die gedanklich weit über sich hinausweisen, da sie über Zwischenräume den umgebenden Raum einbeziehen.
Rolf Noldens Arbeiten subsumierendes künstlerisches Konzept der „Multidimensionalität“, kosmologisch inspiriert und handlungsmotivierend, entwickelt er seit seiner Studienzeit in den siebziger Jahren des vorigen Jahrhunderts bis heute aus der fortgesetzten Auseinandersetzung mit philosophischen versus naturwissenschaftlichen Themen, die ihm neben der zeitlosen Formensprache ermöglichen, alle Arbeitsbereiche über Jahrzehnte nebeneinander fortzusetzen und zusammen in variablen Rauminszenierungen zu zeigen. Durch mehrere korrespondierende Objekte zur Expansion räumlicher Strukturen ergeben sich seit Mitte der neunziger Jahre Zwillingsskulpturen aus zwei gleichen Arbeiten, die in direkter Bezugnahme aufeinander den Ausdruck raumzeitlicher Relativität ermöglichen, indem die eine als Folge der anderen gesehen wird und vice versa.
Der gedankliche Hinweis auf eine Mehrdimensionalität durch die Fläche als Ausdruck von Raum im Raum basiert einerseits auf der in der Spinresonanzspektroskopie gebräuchlichen Vieldimensionalität und andererseits auf Diskussionen über Transzendenz, Pluralität und Unendlichkeit aber auch auf Beziehungen zur Kunstgeschichte.
Als Fortsetzung des in den zwanziger Jahren an Albert Einsteins Relativitätstheorie orientierten Gedankenmodells Theo van Doesburgs, dass die Diagonale auf der Fläche die einfachste Darstellung der vierten Dimension sei, formulierte Rolf Nolden sein künstlerisches Konzept zusammenfassend bereits 1984 den Satz: „Der n-dimensionale Raum ist die n-fache gleichzeitige Durchdringung von n-minus-1-dimensionalen Räumen“.

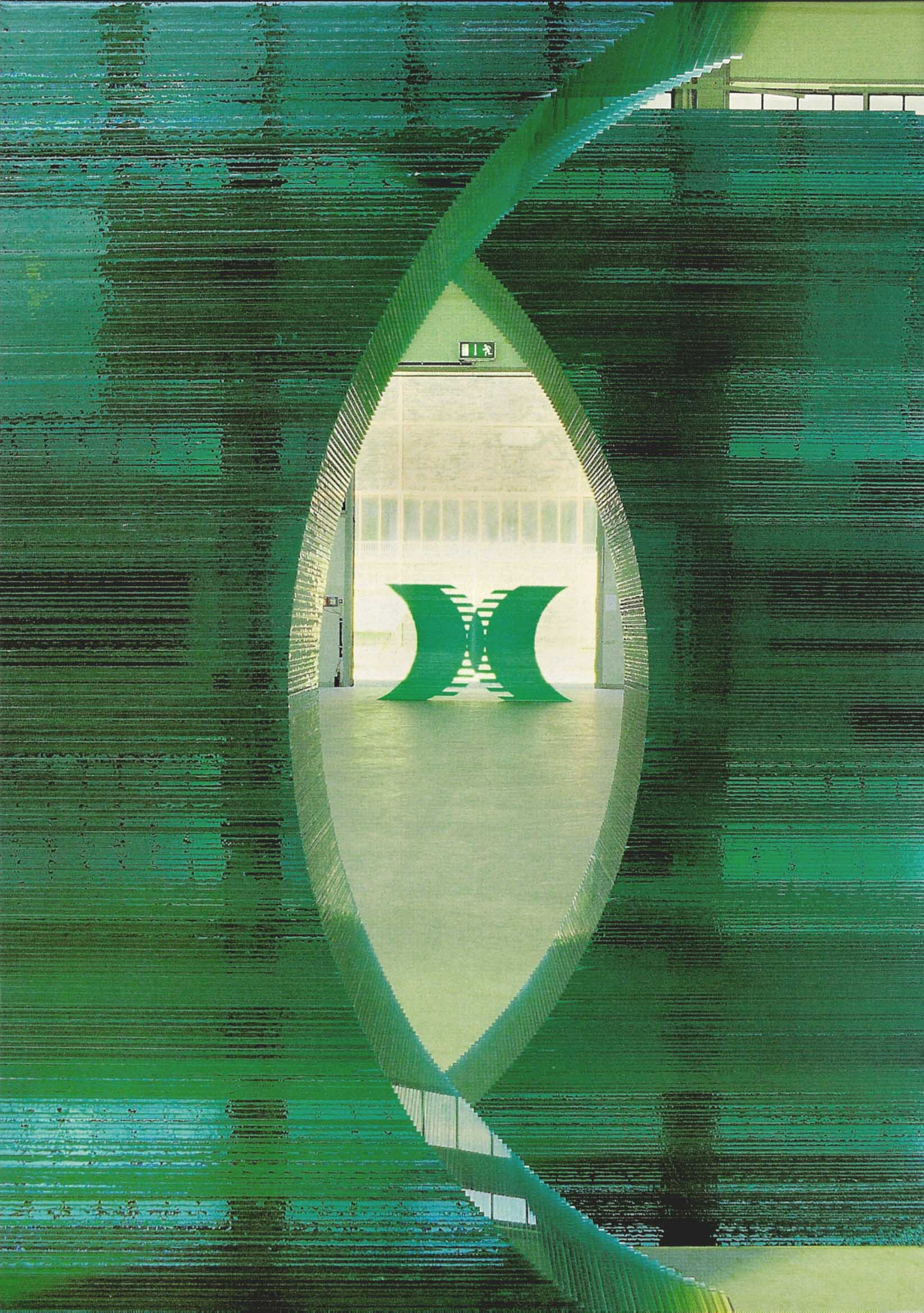
"Doppel und Kontrabogen", Glasstapel, Rolf Nolden "Pipes and Piles", Halle 5 auf Zeche Zollverein Essen 1999
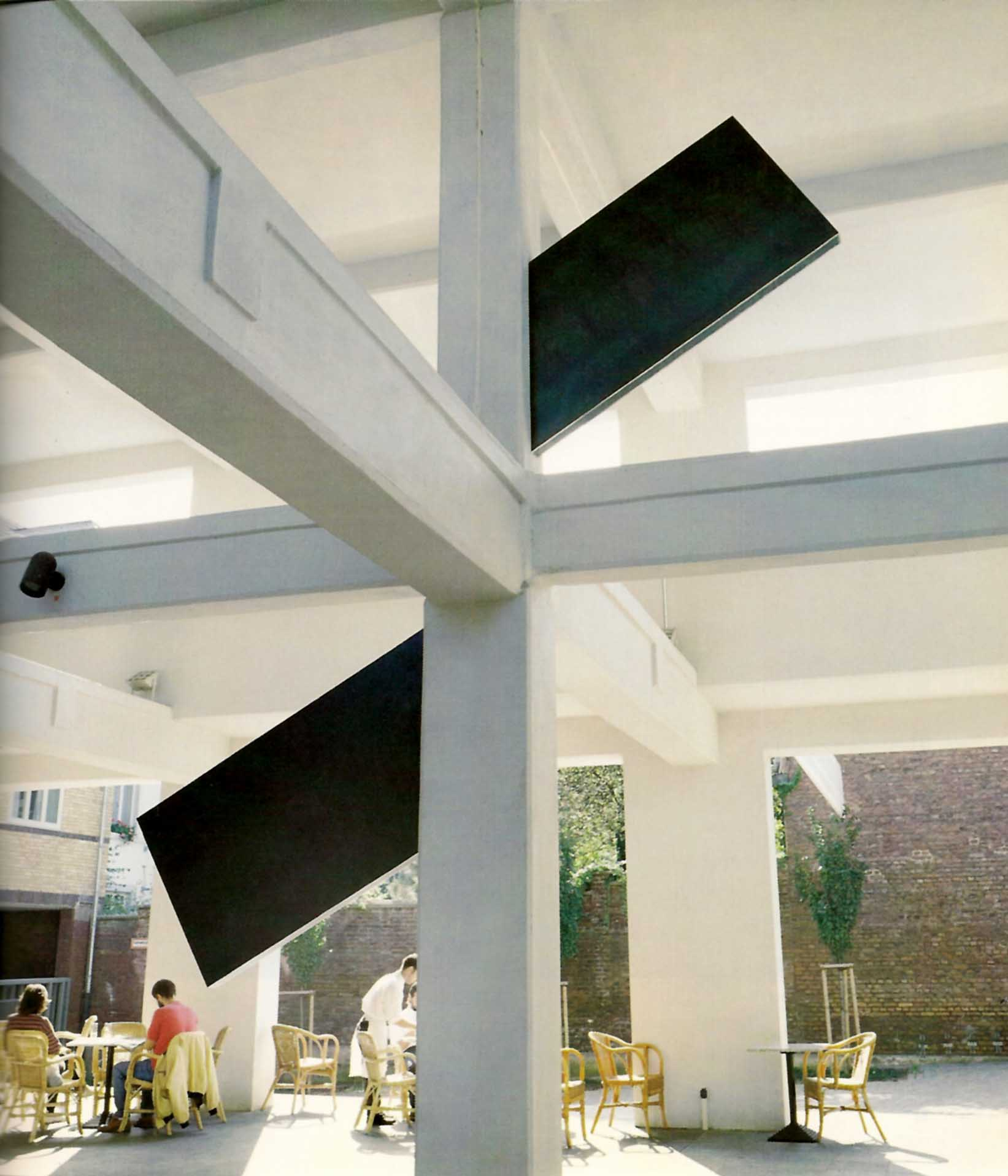
Rolf Nolden "30 Grad vor O.T." IV 1988/92, Stahl, Sammlung Ludwig Forum für internationale Kunst Aachen
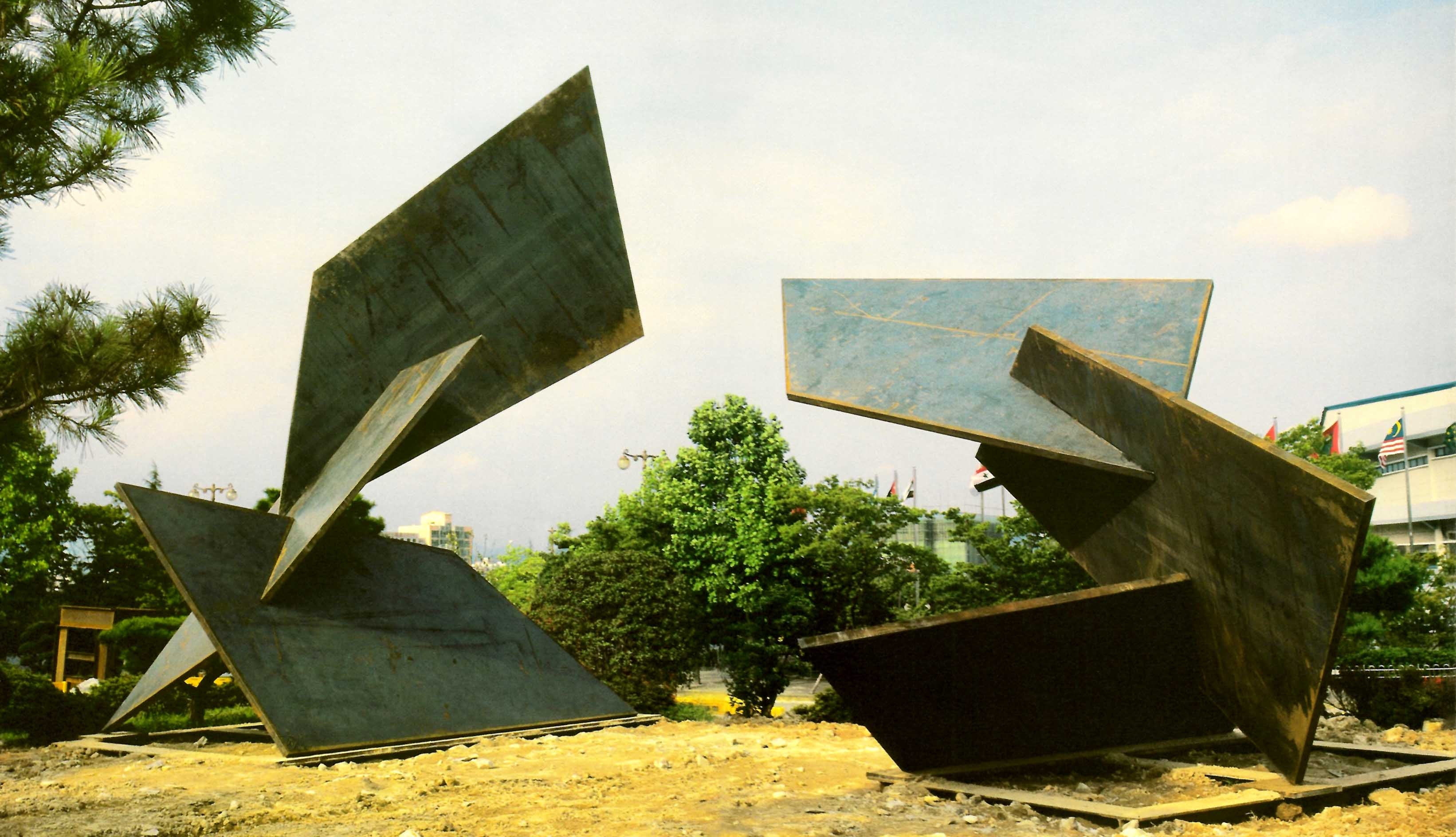
Rolf Nolden "In between the Worlds" 2002, 70 mm Stahl, Busan Biennale, Standort Asiad Sculpture Plaza, Busan Südkorea
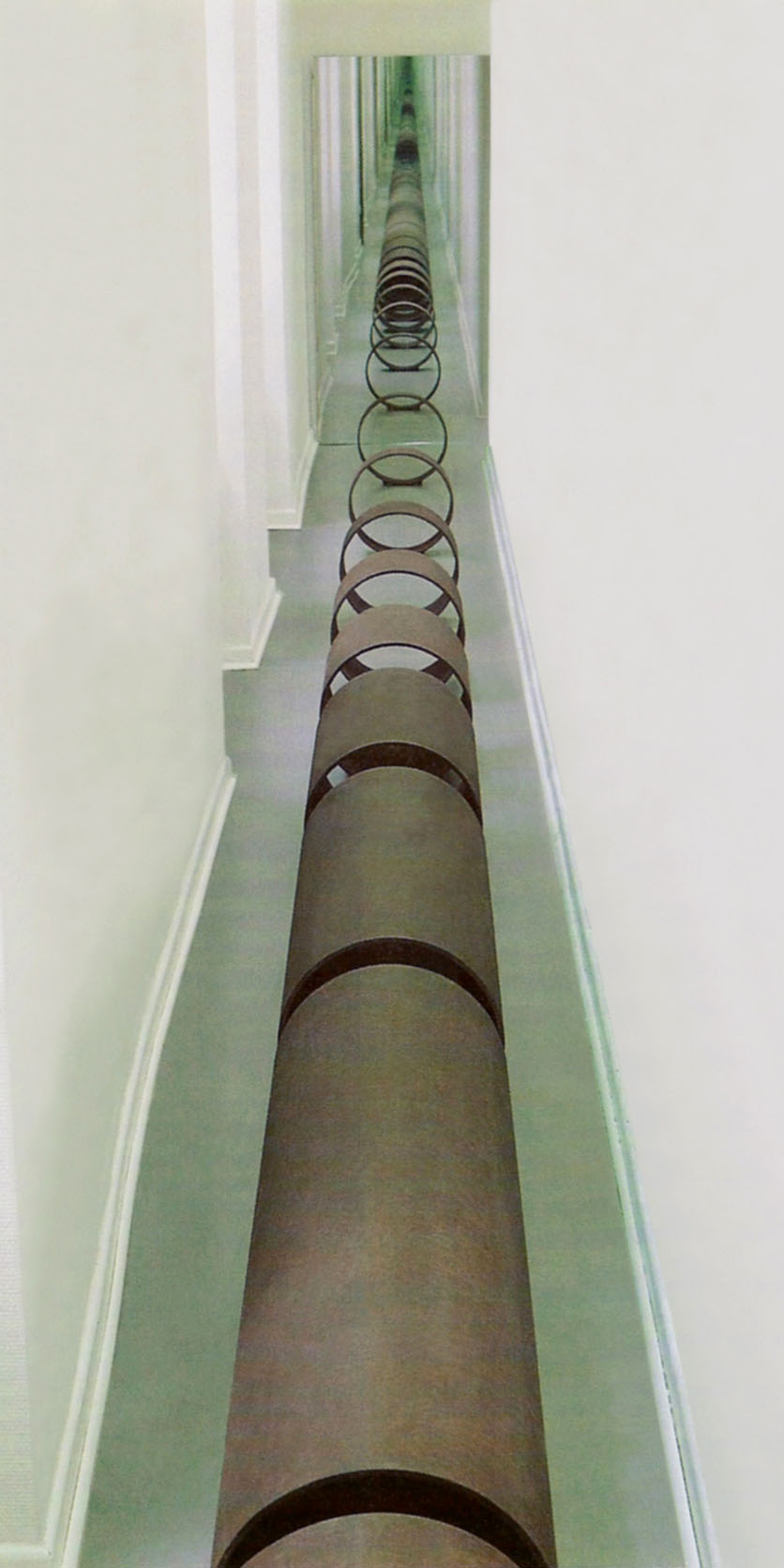
Rolf Nolden "Inter - retnI" 1993, Pipeline-Spiegel Installation, Museen der Stadt Lüdenscheid, "Die Enge" 1994–95
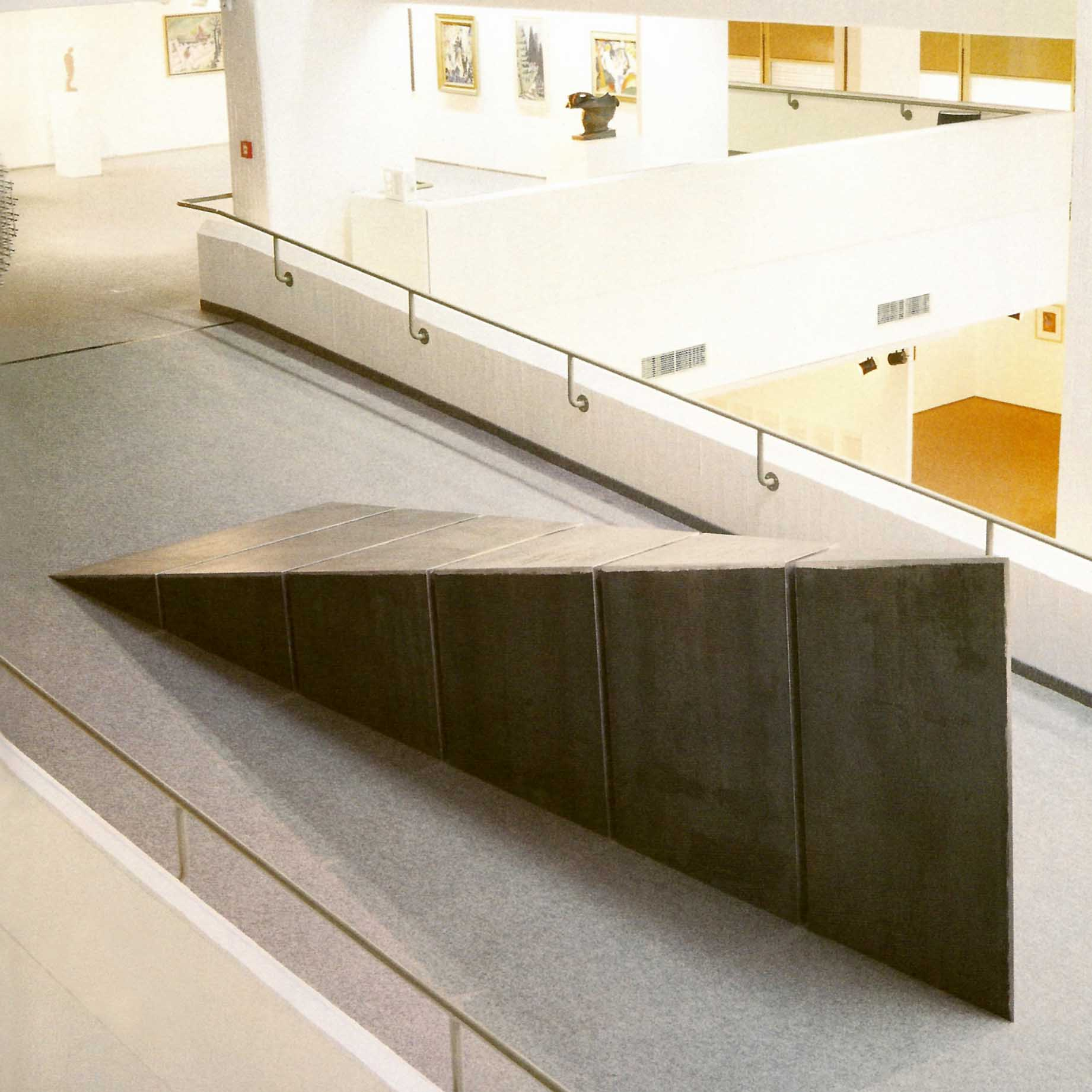
"Keil" II 1996, 6-teilige Stahlskulptur, Rolf Nolden "Vergegenkunft", Sammlung Wilhelm-Hack-Museum Ludwigshafen
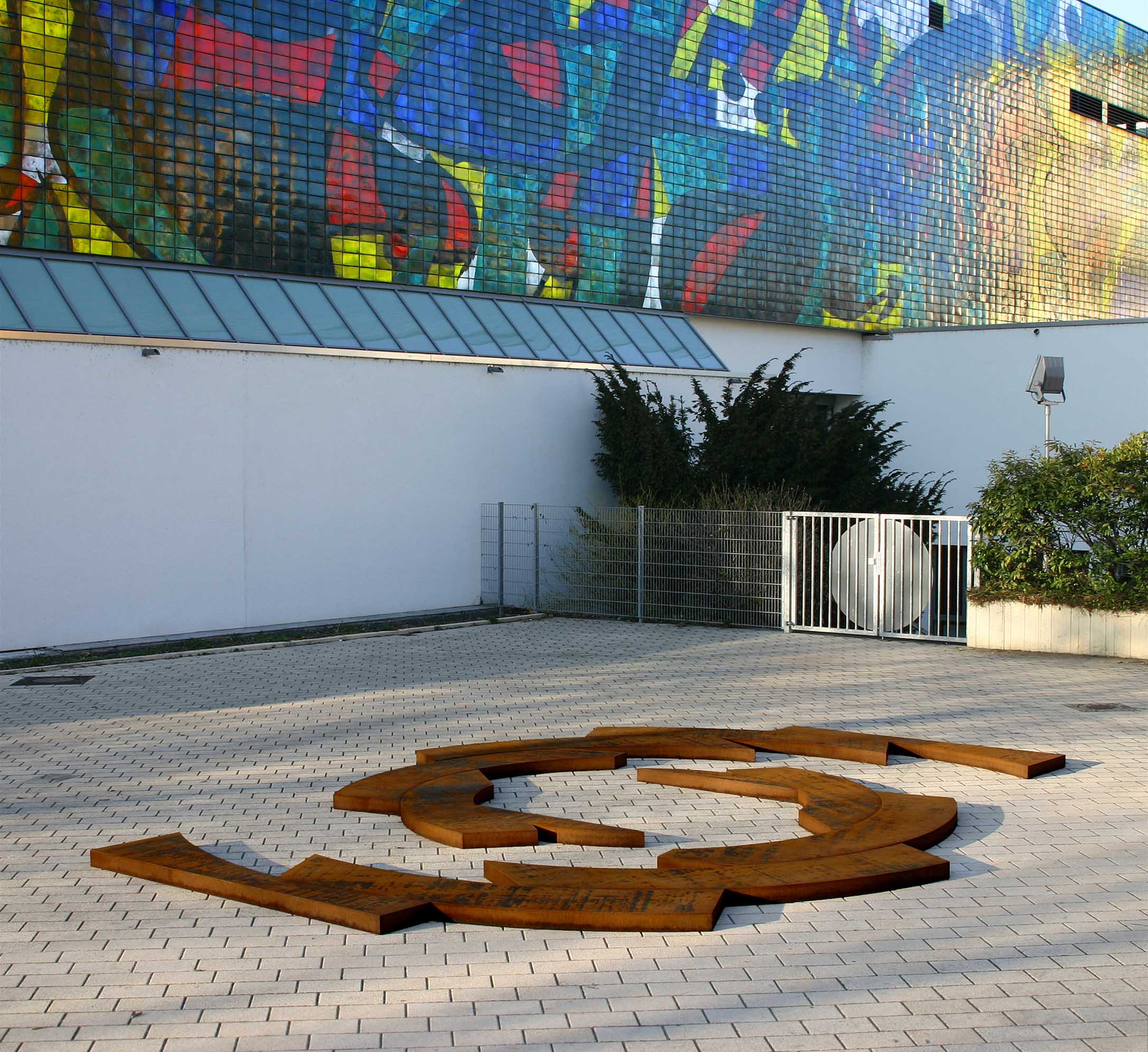
Rolf Nolden "Singularität" 2010, 100 mm Stahl, Bodenskulptur am Wilhelm-Hack-Museum Ludwigshafen (unter Miro-Wand) 2012
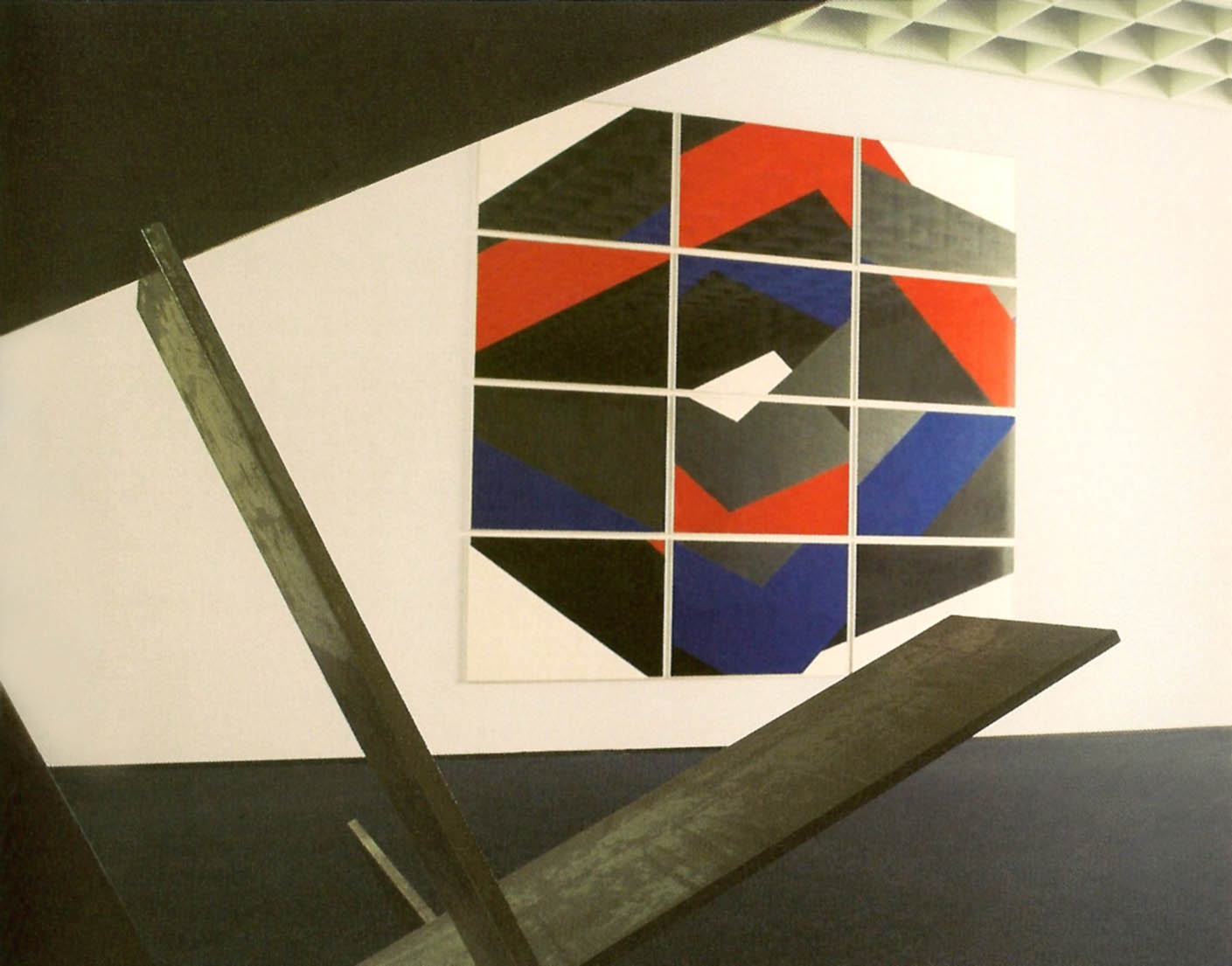
"Semipermeabilität" 1991, 12-teilige Zeichnung, vorne Stahlskulptur Trilemma IV, Rolf Nolden "Prioritäten" Josef Albers Museum Quadrat Bottrop 2003
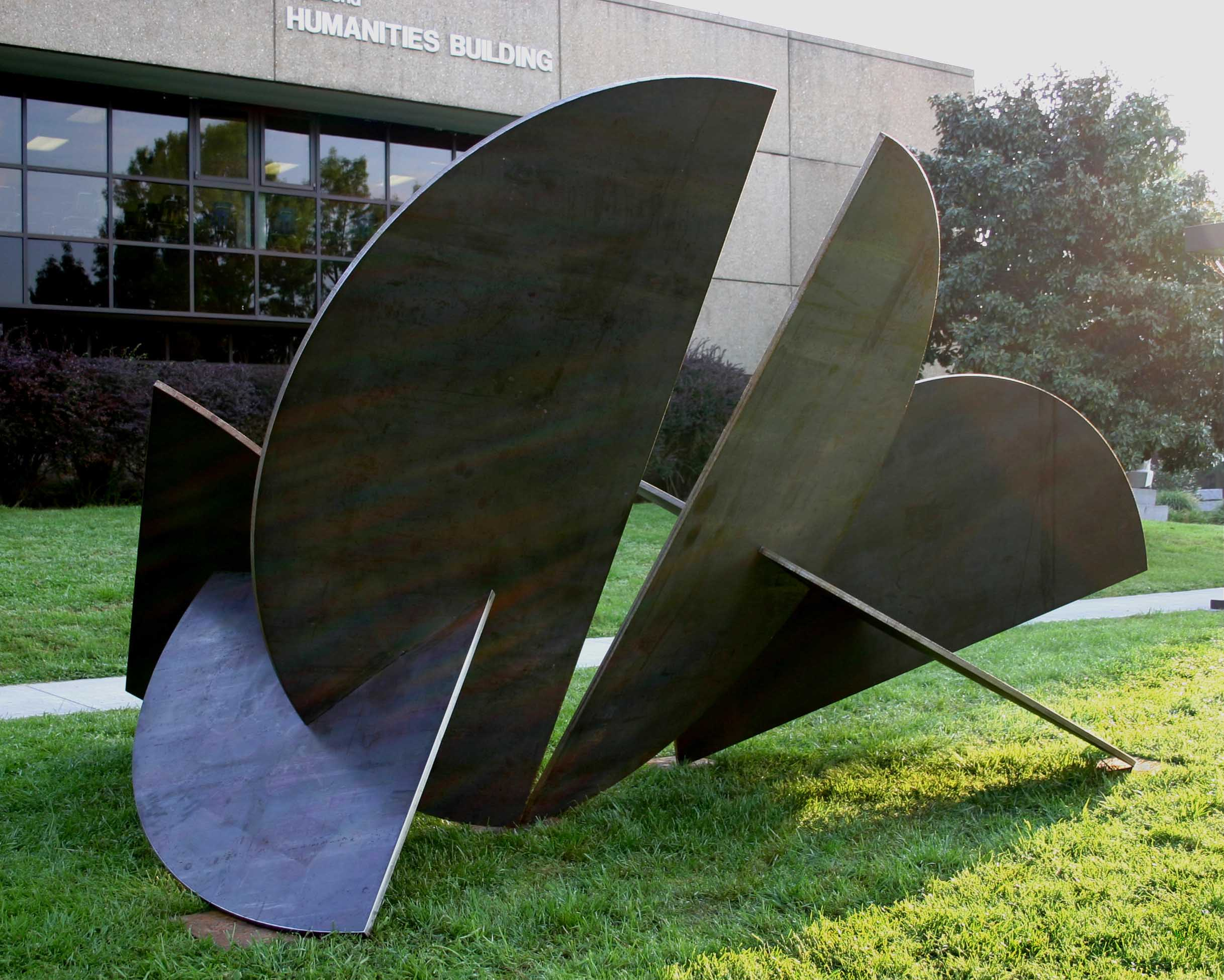
"Space in Time" I 2005, 30 mm Stahl, OMA Outdoor Museum of Art, Chattanooga USA, "German Art Project"
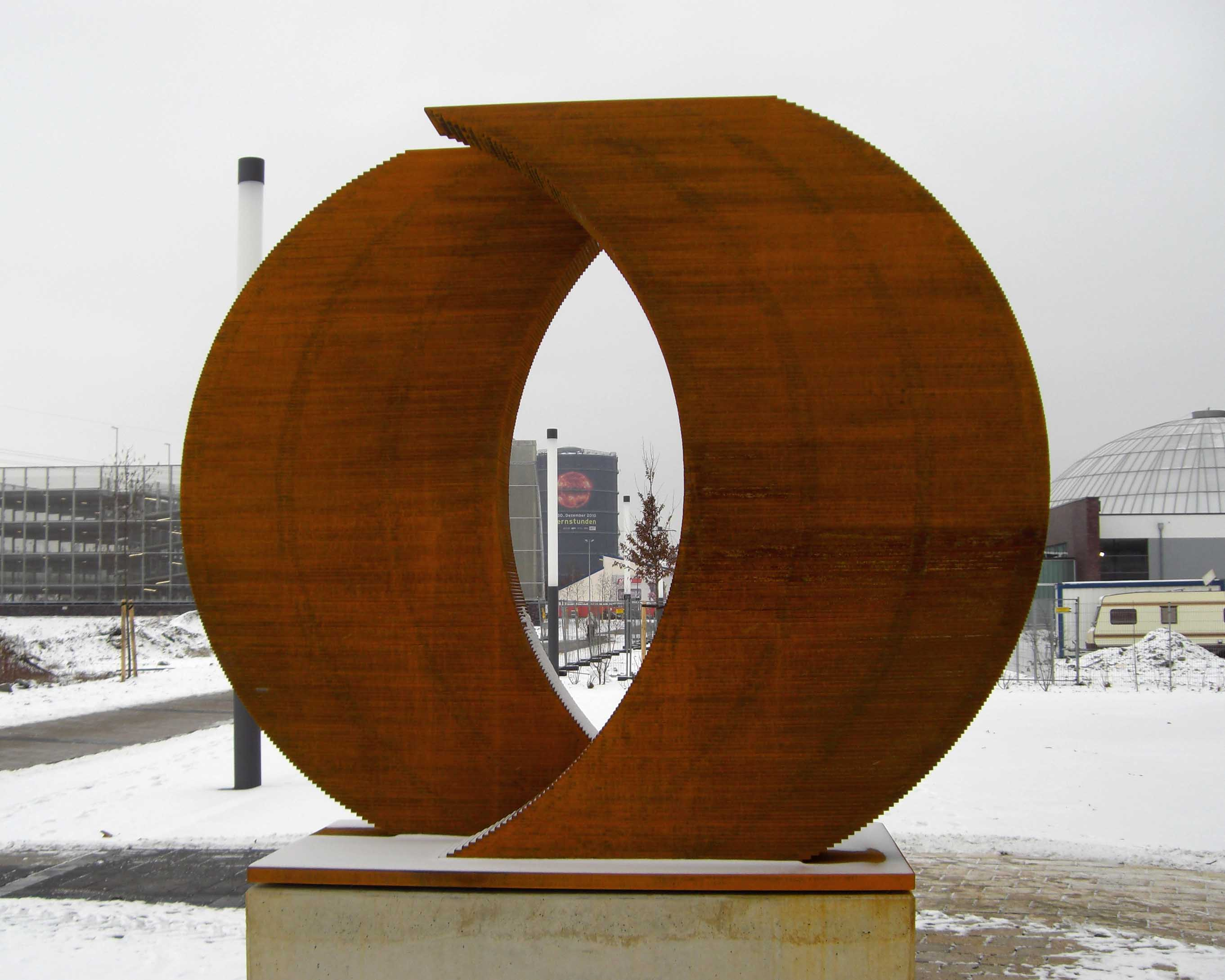
Rolf Nolden, Zwillingsbogen "O", Stahl gestapelt und von innen geschweißt, Aquapark Oberhausen 2009
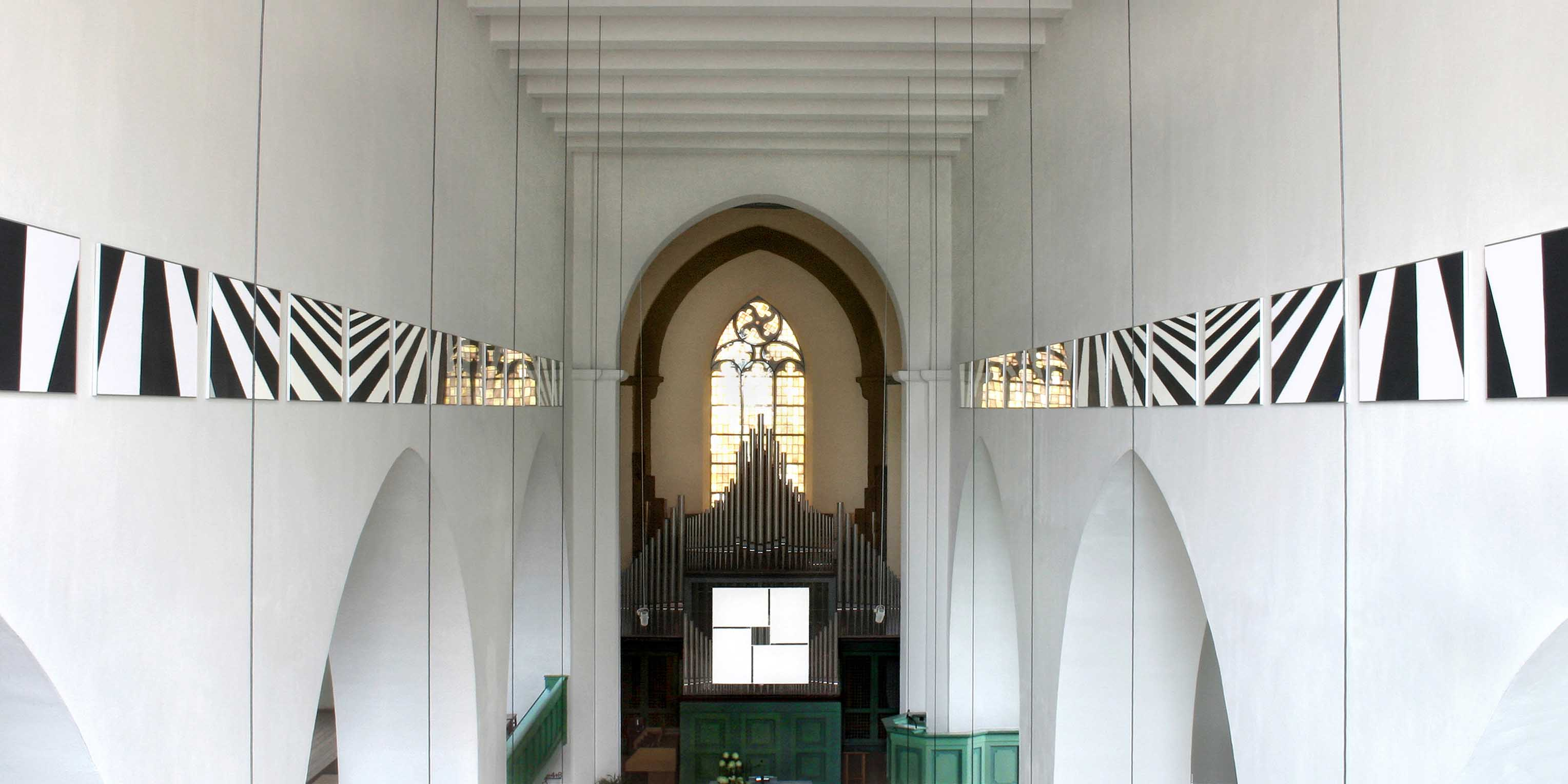
Rolf Nolden, Pluralitäten Meditationes, 30 gespiegelte Zeichnungen a 120 × 70 cm, Martinikirche Siegen 2011
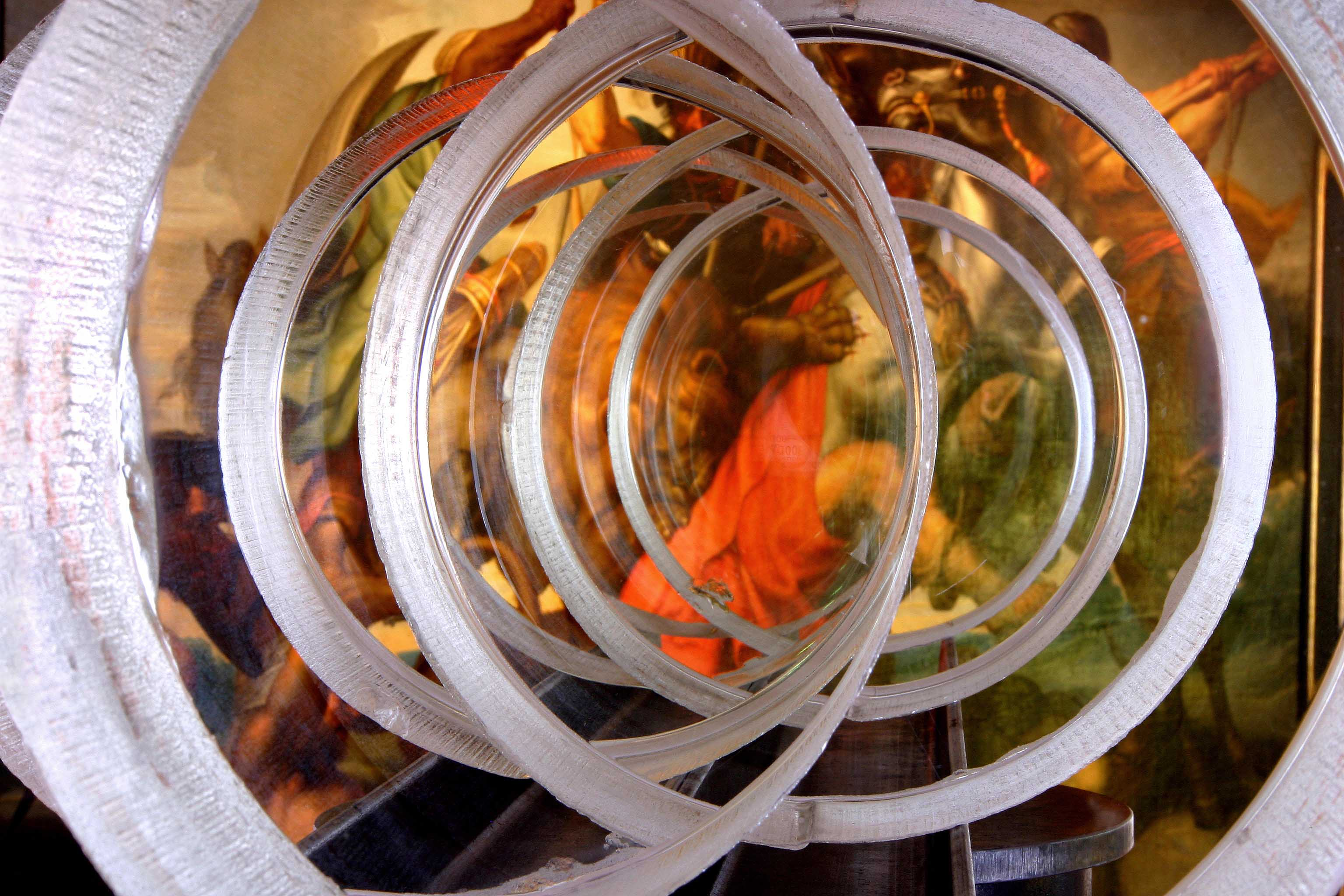
Rolf Nolden, Antipodoskop 2011, Halbleitergläser auf Stahlstativ, 434 Lichtjahre, Rubenssaal im Oberen Schloss, Siegerlandmuseum 2011

### Kurzvita
- 1954 in Krefeld geboren, lebt und arbeitet in Münster.
- 1976–81 Staatliche Kunstakademie Düsseldorf, Abteilung Münster bei Ernst Hermanns, Reiner Ruthenbeck, Paul Isenrath und Jürgen Wißmann und Studium der Philosophie, Westfälische Wilhelms-Universität Münster.
- 1981 Meisterschüler von Ernst Hermanns.
- 1986 Biennale Preis, Savaria Muzeum Szombathely, Ungarn.
- 1986–87 „Barkenhoff-Stipendium“ Worpswede und „Studiogalerie“ in der Kunsthalle Recklinghausen, Förderpreis des Landschaftsverbandes Westfalen/Lippe.
- 1987 „Steel“, Philip Morris Workshop mit Sir Anthony Caro, Bildhauerwerkstätten Pankehallen Berlin.
- 1992 Akademiebrief mit Auszeichnung bei Timm Ulrichs, Staatliche Kunstakademie Münster.
- 1993 Arbeitsstipendium „Werk Statt Schloß“, Städtische Galerie Wolfsburg.
- 1998 Besuch der Europäischen Südsternwarte (ESO) Chile.
- 1999 Diavortrag „Vergegenkunft“, Ernst-Moritz-Arndt-Universität Greifswald,
- 2000 Universität Osnabrück, 2005 College on the River Chattanooga USA.
- 2002 „Busan Biennale“, Sculpture Project, Busan Metropolitan City, Südkorea.
- 2003 Lehrauftrag für Bildhauerei, Staatliche Kunstakademie Münster.
- 2005 „German Art Project“, Workshop mit John Henry, Chattanooga, Ten. USA. Ernennung zum Honorary Citizen of Chattanooga (Tennessee), USA.
- 2007 Workshop mit Tai Jung Um, Suwon / Seoul, Südkorea.
- 2014–16 Bau einer Atelierhalle in Senden-Bösensell (bei Münster).

### In der Öffentlichkeit
Am 12. Juni 2019 berichtete Radio Bremen im Fernseh-Regionalprogramm „Buten un binnen“ in einem knapp dreiminütigen Beitrag über Rolf Nolden. Vor Gericht wurde darüber verhandelt, ob dem Künstler Schadenersatz für ein am Bremer Weserwehr im öffentlichen Raum ausgestelltes Werk, das vermutlich bereits irgendwann zwischen 2008 und 2012 versehentlich zerstört worden ist, zusteht. Bei den ab 2008 durchgeführten Bauarbeiten am nahe gelegenen Weserwehr war der Aufstellungsort der Skulptur anscheinend auch als Ablageplatz für Metallschrott genutzt worden. Die Stadt Bremen musste dem Künstler 30000 Euro Schadenersatz zahlen. Dafür erhielt die Stadt Bremen einen Eintrag im Schwarzbuch des Bundes der Steuerzahler.

## Ausstellungen

### Einzelausstellungen (Auswahl)
- 1985 Museum Pfalzgalerie Kaiserslautern.
- 1986 Westfälisches Landesmuseum Münster.
- 1987 Kunsthalle Recklinghausen, Museum Abtei Liesborn.
- 1993 Kunstverein Gelsenkirchen, Städtische Galerie Schloss Wolfsburg,
- 1995 Museen der Stadt Lüdenscheid.
- 1997 Wilhelm-Hack-Museum Ludwigshafen, Kunst-Museum Ahlen.
- 1999 Halle 5 auf Zeche Zollverein Essen.
- 2001 Kulturstiftung der Westfälischen Provinzial Münster.
- 2003 Josef-Albers-Museum - Quadrat Bottrop
- 2011 Siegerlandmuseums Siegen, Ausstellungsforum und Rubenssaal im Oberen Schloss, Martinikirche Siegen.
- 2012 Wilhelm-Hack-Museum Ludwigshafen.
- 2013 Glasmuseum Villa Schott, Jena.

### Gruppenausstellungen (Auswahl)
- 1981 Kunsthalle Wilhelmshaven, Städtische Galerie Schloss Wolfsburg, Kunsthalle zu Kiel.
- 1983/84 Württembergischer Kunstverein Stuttgart (auch 87/88), Kunsthalle Mannheim (auch 87/88), Kunsthalle Baden-Baden.
- 1984 Neuer Berliner Kunstverein, Savaria Muzeum Szombathely, Ungarn (auch 86, 88), Westfälischer Kunstverein Münster (auch 81), Internationale Wiesbadener Skulpturentage.
- 1985 Kunstverein Hannover (auch 87).
- 1986 Museum Kunstpalast Ehrenhof Düsseldorf (auch 81 und bis 2005).
- 1987 GAK Gesellschaft für aktuelle Kunst Weserburg Bremen, Kunsthalle Recklinghausen (auch 81, 94 und 96), Karl-Ernst-Osthaus-Museum Hagen (auch 89, 91).
- 1988 Museen der Stadt Lüdenscheid (auch 93, 2000).
- 1989/90 Sprengel Museum Hannover.
- 1992 Ludwig Forum für Internationale Kunst, Aachen.
- 1996 Gustav Lübcke-Museum Hamm (auch 99).
- 1999 Galerie Neher Essen, Hors Lieu JMM Strasbourg, Frankreich.
- 2000 Museum Schloss Salder Salzgitter.
- 2001 Galerie der Stadt Remscheid, Kaunas Galerie Litauen, Museum Göttingen.
- 2002 Museum Bochum, Busan Biennale Südkorea.
- 2005 OMA Outdoor Museum of Art Chattanooga, Tennessee USA.
- 2006 Städtische Galerie Schloss Strünkede Herne, Siegerland Museum Siegen, Museum für Gegenwartskunst (Siegen).
- 2008 FIA, Flint Institute of Arts, Flint, Michigan USA.
- 2014 Kunstinitiative Radevormwald, Kunstverein Wilhelmshöhe Ettlingen, Museum Kloster Bentlage Rheine.
- 2015 Kunsthalle Recklinghausen, Kunstmuseum Gelsenkirchen.

### Arbeiten im öffentlichen Raum (Auswahl)
- Centralpark Am Warmen Damm Wiesbaden, Skulptur „Keil“.
- Pfalzgalerie Kaiserslautern, u. a. 9 Zeichnungen „Block III“.
- Stadtpark Lüdenscheid, Bodeninstallation „Pipeline“.
- Rheinpark Emmerich, Bodeninstallation „Kreuzungen“.
- Museumspark Schloß Salder Salzgitter, Skulptur „Schnittebenen quadratisch“.
- Campus der Universität Hamburg, Skulptur „Dreiecke divergent“.
- Mütterzentrum Salzgitter, Bodenskulptur „Biquadrat“.
- Sprengel Museum Hannover, 2 Zeichnungen „Kontradiktion“.
- Stadt Quakenbrück, Kreisverkehr, Skulptur „Aus einer anderen Welt“.
- Ludwig Forum für internationale Kunst Aachen, Rauminstallation „30° vor O.T.“.
- Stadt Wolfsburg, Schulenburgallee, Skulptur „Extra-t.“.
- Städtische Galerie Schloß Wolfsburg, Glasstapel „Winkel“.
- Neues Weserwehr Bremen, Bodenskulptur „Semizirkel“.
- Stadt Ahlen, Bahnhofsplatz, Zwillingsskulptur „Intra↔Extra“ (Sparkassenstiftung).
- Wilhelm-Hack-Museum Ludwigshafen, Skulptur „Keil II“.
- Kommunalverband Ruhrgebiet Essen, 2 Wände „Schiefe Ebene“ und „Illusionsraum“.
- Kulturstiftung der Westfälischen Provinzial Münster, Zwillingsstapel „Kontrabögen“ (Glas).
- Asiad Sculpture Plaza Busan, Südkorea, Zwillingsskulptur „In Between The Worlds“.
- Museum Herne, 8 Siebdrucke „Zirkulierung des Quadrats“.
- FIA, Flint Institute of Arts, Michigan USA, Sammlung. Zwillingsskulptur „Space in Time I“.
- Mokpo City Sculpture Park, Südkorea, Zwillingsskulptur „Space in Time III“.
- Aquapark Oberhausen, Zwillingsbogen „O“ (Eisen).
- Wilhelm-Hack-Museum Ludwigshafen, Boden-Zwillingsskulptur „Singularität“.
- Museum Kloster Bentlage, Rheine, Boden-Zwillingsskulptur "Singularität II" (bis 2016).

## Veröffentlichungen

### Einzelpublikationen
1. Rolf Nolden „Schnittebenen“, Der Standort (Dokumentation der Rauminstallation), Berlin 1984, Text: Dorothée Bauerle (Katalog).
2. „Rolf Nolden“, Pfalzgalerie Kaiserslautern, 1985, Texte: Gisela Fiedler-Bender, Dorothée Bauerle, Bernhard Kerber (Katalog, 2. Auflage 1992).
3. Rolf Nolden „Studiogalerie“, Kunsthalle Recklinghausen und Museum Abtei Liesborn, 1987, Hrsg.: Landschaftsverband Westfalen/Lippe, Texte: Ferdinand Ullrich, Dorothée Bauerle, Ernest W.Uthemann (Katalog).
4. Rolf Nolden „Raum-Zwischen-Raum“, Galerie Gruppe Grün (Dokumentation der Ausstellung) Bremen, 1988, Statement: Rolf Nolden (Katalog).
5. Rolf Nolden „Zeit-Gleich-Raum“, Städtische Galerie Quakenbrück, 1991, Text: Helmut Knirim (Katalog).
6. Rolf Nolden „Extra-t.“, Städtische Galerie Schloß Wolfsburg (Dokumentation der Ausstellung) und „Zwischen den Welten“ Galerie Halskratz (jetzt Falzone) Mannheim, 1993, Texte: Wolfgang Guthardt, Hans Günter Golinski, Translations: Dietmar Lagin, deutsch / englisch (Katalog).
7. Rolf Nolden „Vergegenkunft“, Wilhelm-Hack-Museum Ludwigshafen und Kunst-Museum Ahlen, 1997, Texte: Richard W.Gassen / Burkhard Leismann, Roland Scotti, Rolf Nolden (Statements), Translations: John Brogden, deutsch / englisch (Katalogbuch).
8. Rolf Nolden „Pipes and Piles“ (Dokumentation der Skulptur-Inszenierung auf Zeche Zollverein, Halle 5, Essen 1999), Hrsg.: Kulturstiftung der Westfälischen Provinzial Versicherungen, Münster 2001, Texte: Helmut Rudolph, Stefan Pietryga, Claudia Posca, Translations: John Brogden, deutsch / englisch (Katalogbuch).
9. Rolf Nolden „In between the Worlds“ (Dokumentation einer Zwillingsskulptur und ihrer Genese), Busan Biennale 2002, Asiad Sculpture Plaza, Busan, Südkorea (Doppelfaltblatt, 4- u. 8-seitig).
10. Rolf Nolden „Prioritäten“, Josef Albers Museum Quadrat Bottrop, 2003 (Dokumentation der Ausstellung), Texte: Ulrich Schumacher / Heinz Liesbrock, Claudia Posca, Translations: John Brogden, deutsch / englisch (Katalog).
11. Rolf Nolden „Space in Time I und III“, (Dokumentation der Workshops in Chattanooga, USA 2005 und Suwan / Seoul, Südkorea 2007), Statement: Rolf Nolden, deutsch / englisch (CD).
12. Rolf Nolden "Look Through", Glasmuseum Villa Schott Jena 2013 (Dokumentation der Ausstellung), Texte: Angelika Steinmetz-Oppelland, Rolf Nolden (Statement "434 Lichtjahre")(CD).

### Gruppenkataloge (Auswahl)
1. „Kunstlandschaft Bundesrepublik“, Hrsg.: Arbeitsgemeinschaft deutscher Kunstvereine 1984, (10 Kataloge, Band: Münster, Westfalen und Ruhrgebiet).
2. „Wiesbadener Skulpturentage“ (mit Serra, Caro, Kricke, Rückriem, U-Fan u. a.) 1984, Hrsg.: Magistrat der Landeshauptstadt Wiesbaden (Katalog).
3. „Kunstreport, Ohne Rechteck und Sockel“, Deutscher Künstlerbund, Sprengelmuseum und Kunstverein Hannover 1985 (Katalogbuch).
4. „...bis daß der Herbst uns scheidet“, Skulpturen in der Landesgartenschau NRW 1988, Hrsg.: Landesmuseum Münster (Katalog).
5. „Skulptur Begreifen 2“, Sprengelmuseum Hannover 1989 (Katalogbuch).
6. „Der Deutsche Künstlerbund in Aachen“, Ludwigforum für internationale Kunst 1992, Hrsg.: Deutscher Künstlerbund Berlin (Katalogbuch).
7. „Dokumentation einer Museumsgründung“, Kunst-Museum Ahlen 1993–1998 (Katalogbuch).
8. „Bis 2000 - deutsche und internationale Kunst seit 1960“, Galerie Neher, Essen 1999 (Katalog).
9. „Die Ordnung des Seins - Konkrete Kunst in NRW“, Gustav Lübcke Museum Hamm 1999 (Katalog).
10. „Kunst des 20. Jahrhunderts“ (Eine Auswahl), 20 Jahre Wilhelm-Hack-Museum Ludwigshafen, 1999 (Bestandskatalog).
11. „Dreidimensionale Werke“ im Besitz der Pfalzgalerie Kaiserslautern, Skulpturen, Plastiken und Objekte des 19. und 20. Jahrhunderts, 2000, (Bestandskatalog).
12. „Busan Biennale 2002“, Hrsg.: Busan Biennale Organizing Committee, Südkorea (Katalogbuch, koreanisch / englisch).
13. „Positionen zeitgenössischer Skulptur“, Kunst-Initiative Radevormwald 2006 (Katalogbuch).
14. „Museumsführer NRW“, Hrsg.: Dumont Verlag Köln 2006 (Katalogbuch).
15. "Stahlplastik in Deutschland", Kunstverein Wilhelmshöhe Ettlingen 2014 (Katalogbuch).
16. "Allez les boules", Hommage zum 100. Geburtstag von Ernst Hermanns, Kunsthalle Recklinghausen, Kunstmuseum Gelsenkirchen, Museum Kloster Bentlage Rheine (Katalogbuch).
17. "BildLicht-Interventionen", Flagge zeigen, Kunst-Initiative Radevormwald 2015 (Katalogbuch).